# 掩体掘削機

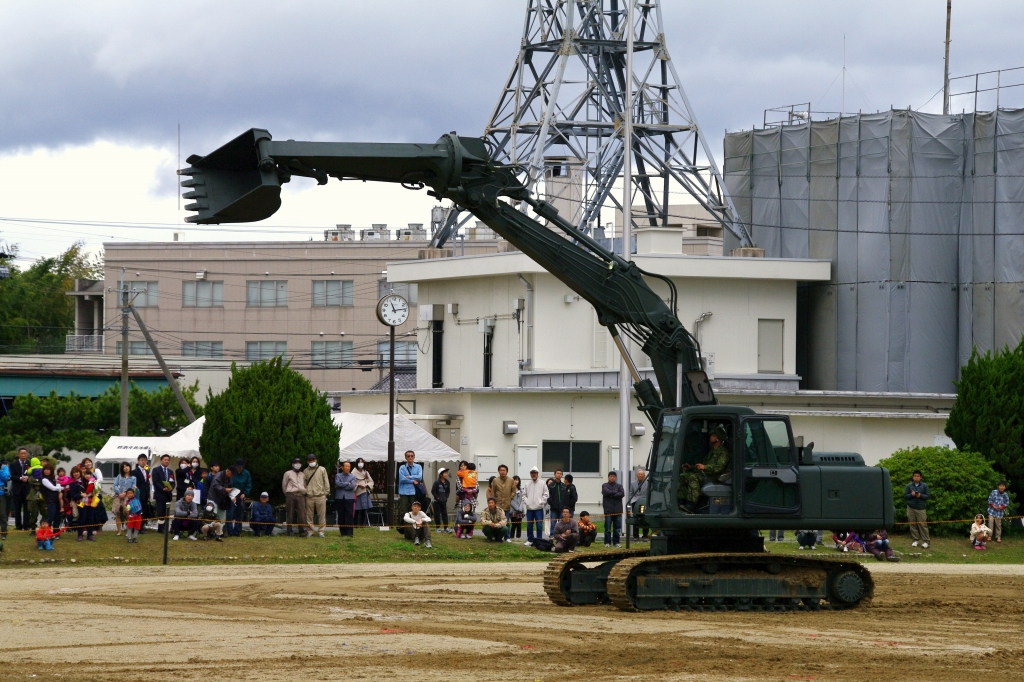
アームを旋回させる掩体掘削機

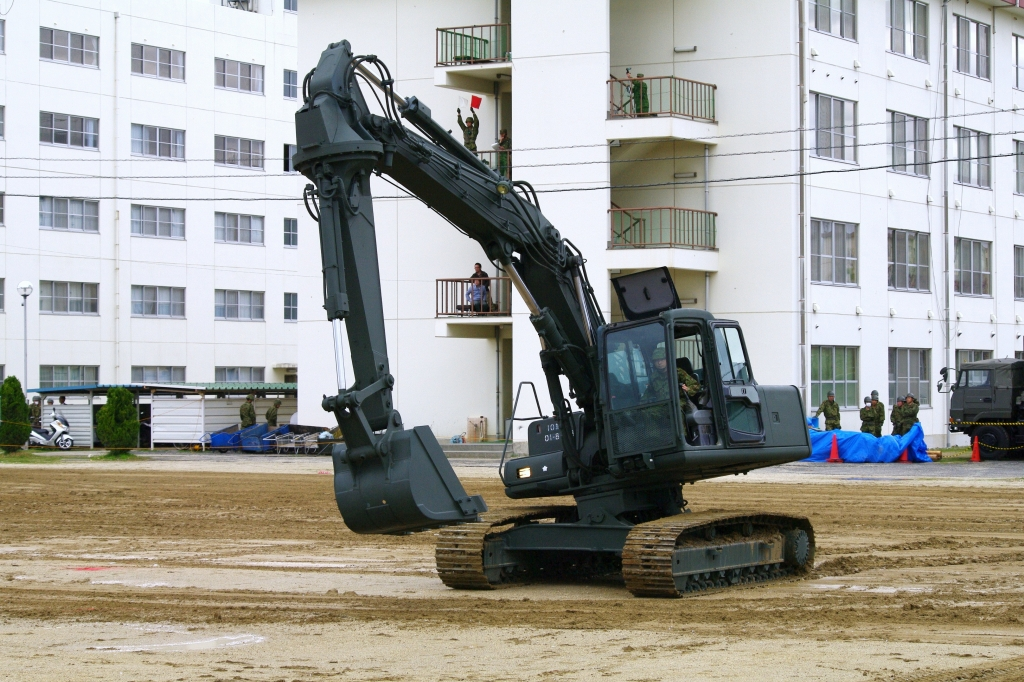
右側へ車体をローリングさせた様子

掩体掘削機（えんたいくっさくき）は、陸上自衛隊施設科の装備。一般に使われる言葉に直せば、油圧ショベル、あるいはパワーショベル。主に掩体壕、塹壕などの掘削および土砂の積込み作業などに使用される。災害派遣では必須の装備である。

## 諸元
- 全長：約9,350 mm
- 全幅：約2,810 mm
- 全高：約3,050 mm
- 全備重量：約20,000 kg
- 走行速度：約5.5 km/h
- 旋回速度：約10.7 rpm
- 登坂能力：約tanθ 70%
- 接地圧：約4.5 kPa
- 定格出力：約90 kW

（ここにある数値はベースとなっている民生品によって異なる）

## 特徴
基本的には民間で使用しているバックホーと同様だが、戦闘行動に携わることもあるため塗装はOD色、または二色迷彩である。
掩体などを掘削しやすいようにアームの部分が360度回転するためローディングショベルとしても使用できるほか、車体を左右に傾斜させることもできる。また、一部作業を自動でできるようにもなっている。
民間で使用する油圧ショベルと同様のものは「油圧ショベル」として装備されており導入メーカーも多岐にわたるが、この掩体掘削機は陸上自衛隊独自の仕様であるため小松製作所のものがほとんどである。

## 製作
- 小松製作所

## 登場作品

### 漫画
『ゲート 自衛隊 彼の地にて、斯く戦えり』
自衛隊の装備の1つとして登場。特地の駐屯地周辺で、異世界の住民たちの仮住居を作るための土木作業に使用される。

### 小説
『超空自衛隊』
オーストラリアへ災害派遣に向かう途中に第二次世界大戦時にタイムスリップした、陸上自衛隊施設科部隊の装備として登場。飛行場の建設等に使用される。
『ルーントルーパーズ 自衛隊漂流戦記』
異世界に飛ばされた自衛隊の装備の１つとして登場。戦災復興のための瓦礫撤去に使用される。